# Île Freeden
L'île Freeden (en russe : Остров Фреден, Ostrov Freden) est une petite île de la terre François-Joseph. 
De forme ovale, longue de 8,2 km et large de 5 km, elle se situe à 2,5 km au sud de l'île Adélaïde et à 8,5 km au nord-est de l'île Eva dans la partie nord de l'archipel. Elle est entièrement glacée. 
Elle a été nommée en l'honneur du mathématicien allemand Wilhelm von Freeden par Julius von Payer. Fridtjof Nansen la visite en 1895.